# Kallsøyna (Fjell)
Ne doit pas être confondu avec Kallsøyna.
Kallsøyna est une île dans le landskap Sunnhordland du comté de Vestland. Elle appartient administrativement à Øygarden.

## Géographie
Rocheuse et désertique, elle s'étend sur environ 140 m de longueur pour une largeur approximative de 90 m. 